# Granulocyt

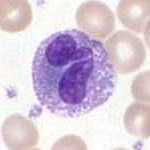
Eosinofil, typ granulocytu

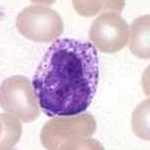
Bazofil, typ granulocytu

Granulocyt je druh bílých krvinek, který v cytoplazmě své buňky obsahuje granula. Jejich jádro je velmi proměnlivé (polymorfní), a tak jsou někdy nazývány i polymorfonukleární leukocyty (PMN, PML). Obecně se ale dá říci, že je jejich jádro rozdělené do tří segmentů. Granulocyty vznikají v kostní dřeni. Jsou schopné vytvářeť proteolytické enzymy. Mají schopnost fagocytózy.
Existují tři hlavní skupiny granulocytů. V běžném hovoru se ale granulocytem myslí především neutrofilní granulocyt, který je z nich nejběžnější.
Bílé krvinky, které nejsou granulocyty, se označují jako agranulocyty (k nim patří monocyty a lymfocyty).

## Klasifikace granulocytů
Existují tři druhy granulocytů, které se dají rozlišit Wrightovým barvením:
- Neutrofilní granulocyty (neutrofil, mikrofág)
- Eosinofilní granulocyty (eosinofil)
- Basofilní granulocyty (bazofil)

Jména jsou odvozená od výsledku Wrightova barvení. Například granula neutrofilních granulocytů se barví neutrálně.

## Patologické stavy
- Granulocytopenie, agranulocytóza: abnormálně snížené množství granulocytů v krvi, někdy až na nulu. Tím se snižuje odolnost organismu vůči infekcím.
- Neutropenie: snížené množství neutrofilů
- Granulom: ohraničený zánět, obsahující granulocyty